# Microtityus prendinii
Espèce
Microtityus prendinii est une espèce de scorpions de la famille des Buthidae.

## Distribution
Cette espèce est endémique de la province de Samaná en République dominicaine. Elle se rencontre dans la péninsule de Samaná.

## Description
La femelle holotype mesure 22,40 mm.

## Étymologie
Cette espèce est nommée en l'honneur de Lorenzo Prendini.

## Publication originale
- Armas & Teruel, 2012 : « Revisión del género Microtityus Kjellesvig-Waering, 1966 (Scorpiones: Buthidae) en República Dominicana. » Revista Iberica de Arachnologia, no 21, p. 69-88 (texte intégral).